# Joshua Missal
Joshua M. Missal (Hartford, 12 april 1915 – Mesa (Arizona), 30 september 2013) was een Amerikaans componist, muziekpedagoog, dirigent, violist en altviolist.

## Levensloop
Missal studeerde bij Howard Hanson en Bernard Rogers aan de Eastman School of Music in Rochester en behaalde aldaar zijn Bachelor of Music alsook zijn Master of Music. In deze tijd was hij van 1934 tot 1940 altviolist in het Rochester Philharmonic Orchestra. Verder studeerde hij bij Roy Harris.  
Na zijn studies werd hij docent aan de Universiteit van New Mexico in Albuquerque. Aldaar richtte hij het Albuquerque Philharmonic Orchestra op en werd hun dirigent tot uitbraak van de Tweede Wereldoorlog. Tijdens de oorlog was hij dirigent van de 608th United States Air Force band. Alhoewel hij na de oorlog naar New Mexico terugkwam, ging hij later met zijn familie als professor en hoofd van de afdeling muziektheorie aan de Universiteit van Southern Mississippi in Hattiesburg. Aldaar werd hij ook dirigent van het Southern Mississippi Symphony Orchestra. Naar korte tijd vertrok hij naar Kansas en werd hoofd van de afdeling muziektheorie en compositie aan de Wichita Staatsuniversiteit in Wichita. Verder was hij tweede dirigent en violist in het Wichita Symphony Orchestra van 1952 tot 1970.
Hij huwde de pianiste Pegge McComb en het echtpaar had twee kinderen. 
Als componist schreef hij werken voor orkest, harmonieorkest, koor en kamermuziek. Sinds 1964 is hij lid van de American Society of Composers, Authors and Publishers.

## Composities

### Werken voor orkest
- 1965 Romeo et Juliet - 3 Episodes, voor orkest
- 2004 Passing, voor orkest
- 2005 Five Penny Rondo, voor strijkorkest
- 2005 Three English Dances, voor strijkorkest
- Celebration Suite, voor strijkorkest
- In memoriam, voor orkest
- Kaleidoscope, voor strijkorkest
- Lake Country Dances, voor strijkorkest
- March of the Gladiators, voor strijkers en slagwerk
- Short Overture, voor orkest
- The Carson Suite, voor strijkorkest
- The Circus, voor strijkorkest
- Three Miniatures, voor strijkorkest

### Werken voor harmonieorkest
- 1963 Overture, voor harmonieorkest
- 1970 Concertante, voor vijf solo-slagwerkers en harmonieorkest
- 2004 Passing, voor harmonieorkest
- 2004 The Freedom March, voor harmonieorkest
- 2005 A Dramatic Overture, voor harmonieorkest
- Fanfare, chorale, and procession, voor groot koperensemble

### Vocale muziek

#### Werken voor koor
- Gloria in excelsis Deo, voor gemengd koor en koperensemble

### Kamermuziek
- 3 Moods, voor vier altviolen
- Hoedown, voor vier altviolen
- Improvisation, voor altviool en piano
- Invocation and Dances, voor vier celli
- Jericho Suite, voor koperensemble en slagwerk
- Reverie, voor altviool en piano
- Ritual Fire Dance, voor vier altviolen
- Rondo Caprice, voor fluitkoor
- The Strenuous Life, voor strijkkwartet
- Two Impressions, voor slagwerkensemble en piano

### Werken voor piano
- Sarcasm, voor twee piano's

### Werken voor slagwerk-ensemble
- Barbaric Dance, voor slagwerkensemble
- Blues and Cakewalk, voor slagwerkensemble
- Hoedown, voor slagwerkensemble
- Two Impressions, voor slagwerkensemble
- Two Miniatures, voor slagwerkensemble